# Hans Cnobloch
Hans Cnobloch báró, (Hans von Cnobloch), teljes nevén: Johann von Cnobloch (korabeli magyar sajtóhírekben báró Cnobloch János) (St. Ruprecht (ma: Klagenfurt am Wörthersee városrésze) 1871. március 6. – Salzburg, 1962. február 19. ) osztrák minisztériumi tisztviselő, diplomata, 1918 és 1922 között az első osztrák követ volt Magyarországon.

## Pályafutása
Magánéletéről keveset tudunk, és különösen kevés a magyar nyelvű információ, annak ellenére, hogy nemcsak egy fordulatos történelmi időszakban képviselte hazáját Magyarországon, de jelentései a mai napig számos, a korszakkal foglalkozó történész fontos forrását jelentik.
1894-ben végzett jogászként a Bécsi Egyetemen, majd 1895-ig önkéntes szolgálatot teljesített egy tüzérezredben, ahonnan hadnagyként szerelt le. 1899-ig gyakornok volt az Alsó-Osztrák Pénzügyi Igazgatóságnál, majd a monarchia Földművelési Minisztériumához került, ahol 1912-től osztályvezetői pozíciót töltött be.
Az első világháború befejezését követően az Osztrák–Magyar Monarchia szétesése után nevezték ki követnek (Gesandter) Magyarországra. 1918 novemberében még mint a Német-ausztriai Köztársaság követe érkezett Budapestre, majd alig egy évvel később az Osztrák Köztársaság megszületésekor már a mai értelemben vett Ausztria követévé vált. Hallatlanul izgalmas, történelmileg fordulatos időszakban töltötte be pozícióját. Megérte, hogy hazája darabokra hullik, a királyságból köztársaság lett. Megérte a magyarországi Tanácsköztársaság kikiáltását, az 1919-es magyar–román háborút, a soproni népszavazást. Megérte Horthy hatalomra kerülését és IV. Károly 1921-es visszatérési kísérleteit. Az Osztrák Tudományos Akadémián őrzött jelentései, táviratai, az osztrák külüggyel folytatott telefonbeszélgetéseinek leiratai évtizedek óta fontos forrásai a korszak kutatóinak – annál is inkább, mert a budapesti osztrák követség volt az egyetlen elismert és hivatalos külföldi képviselet a Károlyi-féle Magyar Népköztársaság és a Tanácsköztársaság idején, így a hazánkban történt események nemzetközi megítélése szempontjából kiemelkedően fontos intézmény vezetője volt. Nagy látószögben, de az apró részletekre is felfigyelve szemlélte a körülötte zajló átalakulást, elemzései rendre pontosak voltak.
1918. november 22-én kapta meg kinevezését, november 29-én már átadta megbízólevelét Huszár Károlynak. A protokolláris eseményen Huszár német nyelvű beszédben köszöntötte és biztosította, hogy kormánya támogatni fogja a munkáját. A mind Ausztriának, mind Magyarországnak nehéz történelmi időszakában Cnoblochnak szinte minden magyar politikussal volt kapcsolata, hiszen tárgyalnia, egyeztetnie kellett a monarchia szétválását követő időszakban újrakötendő számtalan szerződésről, a létfenntartáshoz szükséges gazdasági kapcsolatok fenntartásáról és megújításáról. Ugyanakkor hazája érdekeit is védenie kellett például a Nyugat-magyarországi felkelés vagy a Lajtabánság egy hónapos fennállása idején. A két ország sorsközösségének hangsúlyozása mellett tehát számos konfliktushelyzet is osztályrészéül jutott.
1922 szeptemberében elterjedt, hogy Cnobloch-t visszahívják, amit akkor osztrák kormányzati körök a leghatározottabban cáfoltak. November végére azonban biztossá vált távozása, ahogy az is, hogy a bukaresti követségre kerül az ottani korábbi követ (Wilhelm Storck) hirtelen lemondása miatt. Eltávolítását (visszahívását) már Kun Béla is kérte az osztrák külügyminisztériumtól, mivel Cnobloch túlontúl éles szemű és bátor hangú volt a proletárdiktatúra idején. Ugyanezek a tulajdonságai Horthynak is fájhattak, legalábbis a kormányzó feltűnő örömmel üdvözölte a Cnobloch-t váltó Franz Calice-t, korábbi hágai követet.
Cnobloch 1922 novemberétől 1925. június 30-ig volt osztrák követ Bukarestben, majd nyugdíjba vonult. Életének későbbi szakaszáról nincs információnk; 1962-ben, 90. életévét betöltve hunyt el Salzburgban.